# 基隆港西高架橋
基隆港西高架橋，通稱西岸高架橋，是位於臺灣基隆市仁愛區及中山區的高架道路，串連中山高速公路基隆端與基隆港西岸碼頭。前身為1974年完工的西岸高架道路，由於不堪使用負荷而從2002年起停用，之後重建完成改為現名、並縮短北向端點至基隆車站北口前（原位於牛稠港光華隧道前），於2017年4月16日通車。

## 沿革

### 舊橋
連接台北與基隆的麥克阿瑟公路（麥帥公路）於1964年完工，然而麥帥公路基隆端和基隆港之間大型車輛繁多，嚴重影響基隆市區交通，致使台灣省公路局（今交通部公路總局）決定沿基隆港西岸興建高架道路，以有效引導貨櫃車直抵西岸碼頭。西岸高架於1969年開始興建，至1974年完工通車，成為台灣首座高架道路。
1977年由麥帥公路改建之中山高速公路基隆—內湖路段完工通車後，西岸高架即銜接中山高速公路。往來港區的重車長年行駛西岸高架，導致橋樑結構不堪負荷，因此興建連接福爾摩沙高速公路與西岸碼頭的基隆港西岸聯外道路（台2己線）以分散車流。台2己線於2000年完工後取代了西岸高架的地位，讓西岸高架得以在2002年11月27日封橋，並經過長達9年時間才在2011年底全部拆除。
舊橋長2.6公里、雙車道，大部分路段為混凝土結構，起自中山高速公路基隆端（原麥帥公路基隆端）引道橋，轉向西北後沿台鐵縱貫線前進，抵達基隆車站附近開始行經中山一、二路和臨港線之間，於中華民國海軍第三造船廠（今海軍基隆後勤支援指揮部）附近跨越中山二路，在一小段山區上從北北西向轉為北北東向，通過中華路後降至平面、銜接通往西岸碼頭的光華隧道。

### 新橋
舊橋拆除後地方要求重建聲浪不斷。為改善基隆市區交通，並同時配合基隆車站都市更新計畫和中山一、二路拓寬工程，耗資新台幣5.7億元的新橋於2010年9月開始重建、2017年4月16日正式通車，定名「港西高架橋」。新橋比照市區道路速限50公里、下橋路段速限30公里，禁行大貨車和聯結車。

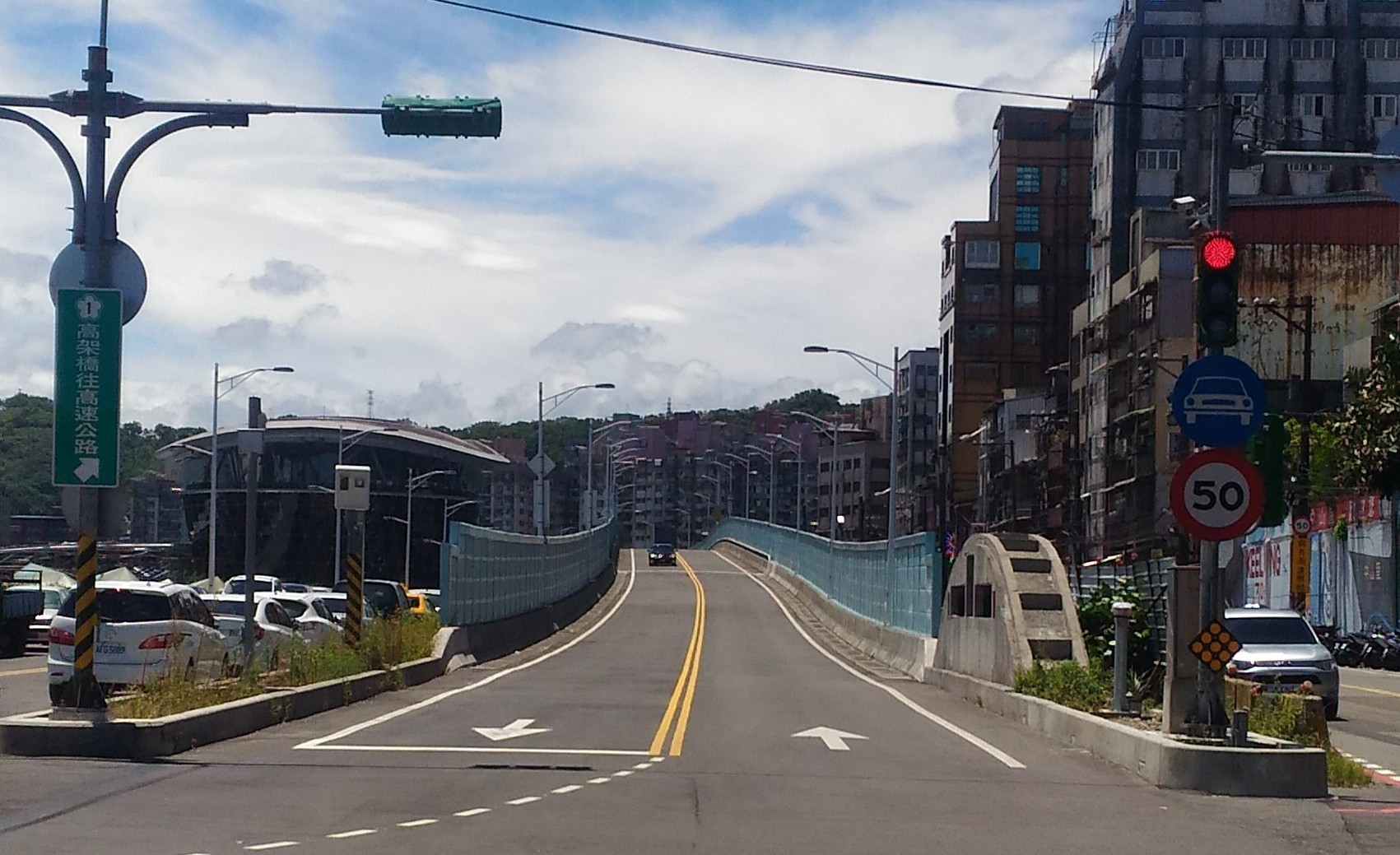
位於中山一路的高架橋終點

港西高架橋維持雙車道，一樣從位於仁愛區的中山高速公路基隆端引道橋分出（29號橋，基隆國民運動中心附近），在東岸高架道路起點以南往左跨越引道橋並沿台鐵縱貫線西側前進。惟新橋改採全鋼構、額外裝飾藍光LED景觀燈，進入中山區到達拓寬後的中山一路即在基隆車站北口前降至平面，使得新橋長度只有965公尺，相比舊橋大幅縮短。
2020年9月1日中山一、二路拓寬工程全部完工，港西高架橋下平面後可續接中山一、二路中央的「港西專用道」，直抵海軍基隆後勤支援指揮部正門與中華路口。

## 外部連結
- 基隆起飛首部曲－港西高架橋通車 （页面存档备份，存于）